# Magdalena Kumorek
Magdalena Kumorek (ur. 14 sierpnia 1979 w Pyskowicach) – polska aktorka filmowa i teatralna, także wokalistka.

## Życiorys

### Młodość
Urodziła się w Pyskowicach, ale dorastała w Gliwicach.

### Kariera
W 2000 roku zajęła pierwsze miejsce w Konkursie Piosenek Agnieszki Osieckiej („Pamiętajmy o Osieckiej”), a także drugie miejsce w Zamkowych Spotkaniach z Poezją Śpiewaną w Olsztynie. W 2000 roku otrzymała Grand Prix na Festiwalu Piosenki Francuskiej w Lubinie.
W 2001 roku dostała II nagrodę na Przeglądzie Piosenki Aktorskiej we Wrocławiu oraz Nagrodę Publiczności. W 2002 roku ukończyła studia na Akademii Teatralnej w Warszawie. Przygotowała recitale Bal u Posejdona, Bezszelestnie, Byle nie o miłości oraz W drodze za widnokres.
Jesienią 2023 roku brała udział w 19. edycji programu Twoja twarz brzmi znajomo.

### Życie prywatne
Była żoną kompozytora Piotra Dziubka. Mają dwoje dzieci: syna Franciszka oraz córkę Ninę.
Jest wegetarianką.

## Dyskografia

### Albumy
| Tytuł    | Dane dot. albumu                               |
| -------- | ---------------------------------------------- |
| Śmiercie | - Data: 27 stycznia 2014 - Wydawca: Luna Music |

### Notowane utwory
| Tytuł   | Rok  | Pozycja na liście | Album    |
| Tytuł   | Rok  | RDC               | Album    |
| ------- | ---- | ----------------- | -------- |
| „Strój” | 2014 | 10                | Śmiercie |

### Inne
| Album                                                                           | Rok  | Utwór                                           | Źródło |
| ------------------------------------------------------------------------------- | ---- | ----------------------------------------------- | ------ |
| Empik prezentuje dobre piosenki: Agnieszka Osiecka zaśpiewana (różni wykonawcy) | 2015 | „Sama chciała”                                  | [ 7 ]  |
| Empik prezentuje dobre piosenki: Julian Tuwim zaśpiewany (różni wykonawcy)      | 2015 | „Pokoik na Hożej”, „Miłość Ci wszystko wybaczy” | [ 8 ]  |

## Teatr Telewizji
- 1998: Dziennik uczuć – Marysia
- 2005: Scat, czyli od pucybuta do milionera – Dziennikarka – Justyna Wiórek

## Filmografia

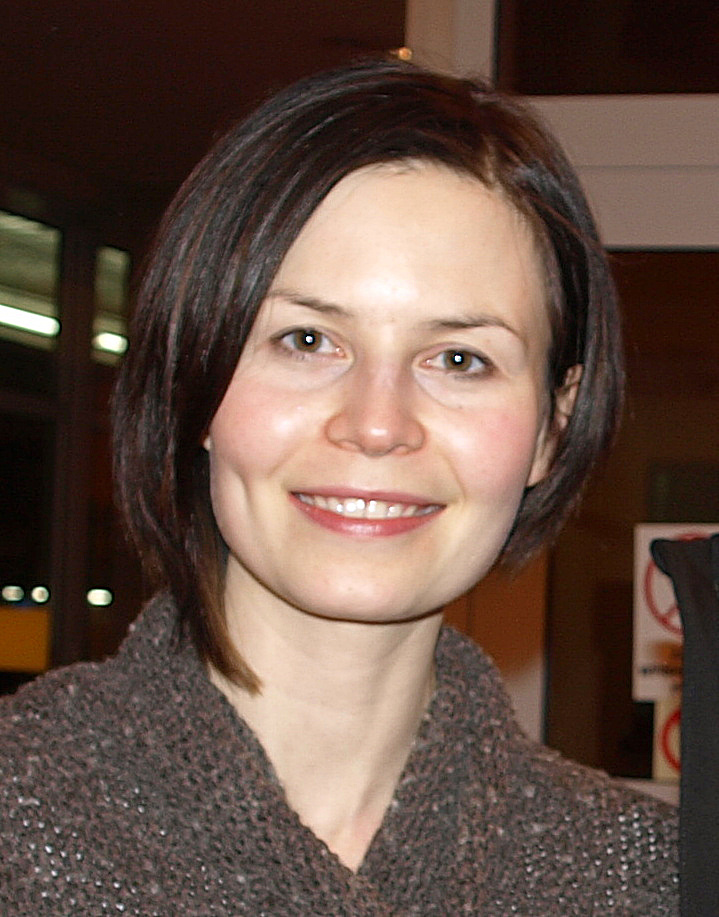
Magdalena Kumorek (2013)

- 2001: Poranek kojota – Dominika, siostra Noemi
- 2001: W kogo ja się wrodziłem z cyklu Święta polskie – Karin, dziewczyna Tomka
- 2002–2004: Samo życie odc. 1–336 – Agnieszka Augustynek–Dunin (w odcinku 337. jako ona sama)
- 2006: 53:15 Berek
- 2006: Hiena – matka „Małego”
- 2007: Na dobre i na złe odc. 303 Feralny powrót – Grażyna
- 2008–2009: Teraz albo nigdy! odc. 3–7, 9–12, 15, 17–18, 20, 23–26, 29–30, 44 – Grażyna Rolewska, współpracownica Michała
- 2009: Brzydkie słowa – Kasia
- 2010–2011: Hotel 52 odc. 1–12, 15, 18–20, 26–27, 29 – recepcjonistka Paula
- 2010: Ojciec Mateusz odc. 32 Pamięć – Krystyna Brylska
- 2011: 80 milionów – siostra Celestyna
- 2011–2013: Przepis na życie – Anna Zawadzka
- 2013: Układ zamknięty – Dorota Maj
- 2014: Wielka płyta 1972–2018 – pani Kazia, bardzo wierząca Polka
- 2015: Słaba płeć? – niepełnosprawna sekretarka Magda „Szprycha”
- 2017–2020: W rytmie serca – Agnieszka Żmuda (odc. 1, 6, 11, 18, 23, 28-31, 33-43, 50-53, 55-56, 58-66)
- 2018–2019: Na dobre i na złe – Monika
- 2020: W głębi lasu – Joanna Kopińska, żona Pawła
- 2020: Osiecka – Doris (odc. 11)
- 2021: Komisarz Mama – Irena Nowak (odc. 7)
- 2021: Otwórz oczy – matka Julii
- 2021: Dom pod Dwoma Orłami – Krysia Brzozowska
- 2023: Ojciec Mateusz – Kinga Lanc (odc. 373)
- od 2024: Na dobre i na złe – Kinga[9]
- 2024: Światłoczuła – matka Agaty

### Polski dubbing
- 2011: Giganci ze stali (Real Steel) – Bailey
- 2012: Avengers (The Avengers) – Pepper Potts
- 2013: Iron Man 3 (Iron Man 3) – Pepper Potts
- 2013: Sklep dla samobójców (Le Magasin des Suicides) – Marynia

### Wykonanie piosenek
- 2001: Kameleon (film)
- 2001: Kameleon (serial)
- 2002: Samo Życie – Nastroje, autor: Jarosław Wasik